# جامع العمارة الكبير
جامع العمارة الكبير وهو أحد مساجد محافظة ميسان وأحد المساجد التراثية الإسلامية في مدينة العمارة تأسس سنة 1964 على نفقة وزارة الأوقاف والشؤون الدينية، وتم صيانته وترميمه من قبل متبرعين يقع المسجد في وسط مدينة العمارة تبلغ مساحة المسجد حوالي 2000م2، وتبلغ مساحة مصلى الحرم 500م2، وتقام فيه صلاة الجمعة وصلاة العيدين والصلوات الخمس.